# Christian Wirth (político)
Christian Wirth (nascido em 27 de abril de 1963) é um político alemão da Alternativa para a Alemanha (AfD) e desde 2017 membro do Bundestag.

## Vida e política
Wirth nasceu em 1963 na cidade de Neunkirchen, na Alemanha Ocidental, e estudou jurisprudência para se tornar advogado. Wirth entrou para a AfD em 2015 e tornou-se membro do bundestag após as eleições federais alemãs de 2017. Ele era membro da fraternidade académica de esgrima 'Burschenschaft Normannia zu Heidelberg'.